# Bagdad
 Denne artikel omhandler byen, Bagdad. Opslagsordet har også en anden betydning, se Bagdad (provins).
Bagdad (arabisk: بغداد  ( hør)) er Iraks hovedstad. Byen har 8.126.755(2018) indbyggere.

## Etymologi
Navnet Bagdad betyder dommerens have, dvs. stedet retssager afgjordes (bagh=have og dad=dommer på oldpersisk). Andre udlægninger af navnets oprindelse er Guds gave (også persisk) og fåreindhegning fra aramæisk.

## Byens historie
Gennem højmiddelalderen blev Bagdad antaget for at være den største by i verden med en anslået befolkning på mellem 1.2 millioner og 2 millioner.. Ifølge nogle arkæologer var det den første by til at nå en befolkning på over en million indbyggere. Byen lå på den vestlige bred af floden Tigris, men har bredt sig milevidt. Bagdad var et mindre betydningsfuldt sted indtil araberne omkring 762 gjorde den til abbasiderne hovedstad i stedet for Ctesiphon og det muslimske riges hovedstad i stedet for Damaskus, så det samlede muslimske rige nu rakte fra Nordafrika til Persien.
Mongolerne angreb og erobrede byen i 1258 og lovede at der ikke skulle ske nogen noget, hvis de overgav byen. Men mongolerne dræbte alle – også kvinder og børn. Det var enden på abbasidernes imperium, som kontrollerede det meste af Mellemøsten og Nordafrika. Samtidig var det også enden på den islamiske guldalder.

## Bagdad under Irakkrigen
Bagdad blev bombet kraftigt i marts og april 2003, da invasionen af irak startede. Den 7.-9. april blev byen erobret af de amerikanske tropper, og kraftige plyndringer hærgede byen.
Overgangsregeringen etablerede en Green-zone eller grøn zone, et 10 km² område i det centrale Bagdad med det gamle regeringskvarter, flere af Saddam Husseins paladser som det Republikanske Palads og mange af de større hoteller. Zonen er indhegnet og kraftigt bevogtet og huser Iraks regering og stort set alle vestlige udsendinge.

## Galleri
- Bagdad i juni 1977
- Bagdad i juni 1977
- Den Grønne Zone i Bagdad